# Etonia Dogalau
Etonia Dogalau (Fiyi, 24 de febrero de 2001) es un futbolista de Fiyi que juega en la posición de centrocampista con el Ba FC de la Liga Nacional de Fútbol de Fiyi.

## Carrera

### Club
| Periodo | Club  |
| ------- | ----- |
| 2019-   | Ba FC |

### Selección nacional
Debutó con Fiyi en 18 de noviembre de 2023 en la victoria por 10-0 sobre Islas Marianas del Norte en Honiara por los Juegos del Pacífico 2023, partido en el que anotó su primer gol internacional. Participó en la Copa de las Naciones de la OFC 2024 donde anotó dos goles.

## Logros
- Liga Nacional de Fútbol de Fiyi (1): 2019
- Copa de Fiyi (1): 2023